# Стокгольмская кровавая баня

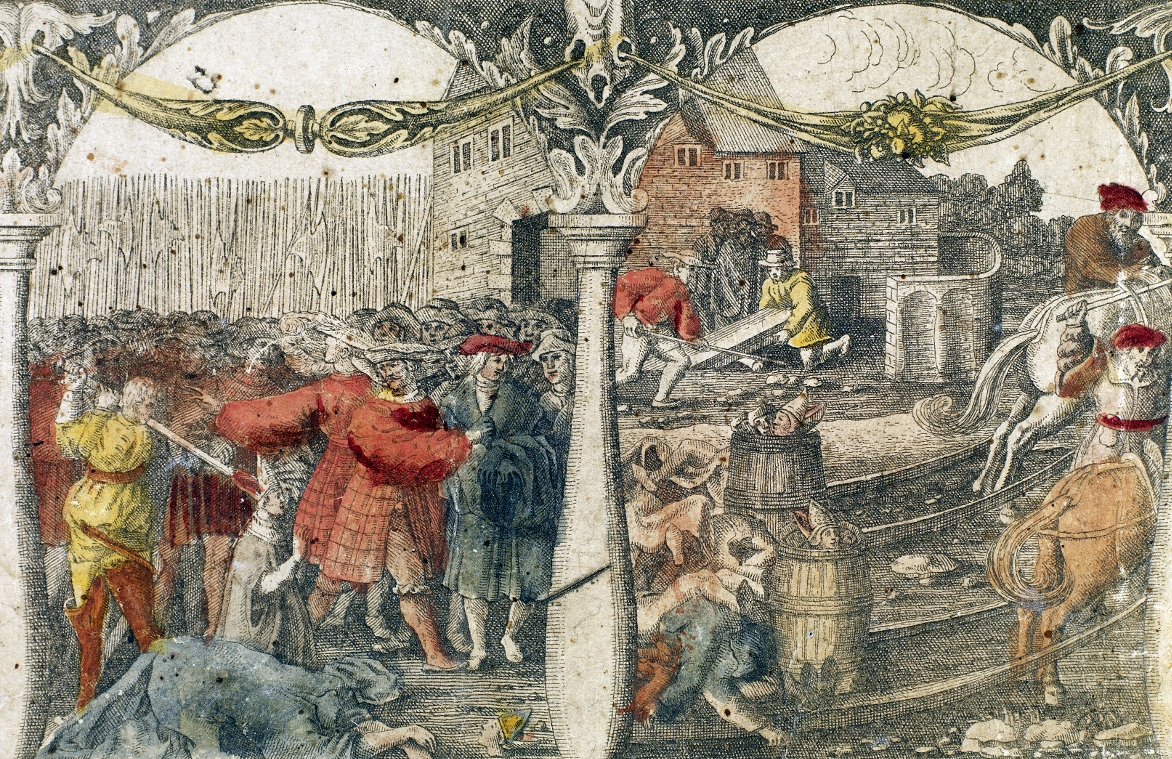
«Стокгольмская кровавая баня». Антверпен, 1524

«Стокгольмская кровавая баня» (швед. Stockholms blodbad, дат. Det Stockholmske Blodbad) — массовая казнь (кровавая баня), состоявшаяся 8—10 ноября 1520 года в Стокгольме по приказу датского короля Кристиана II.

## Предыстория
Кровавая баня стала итогом противостояния сторонников Кальмарской унии, возглавлявшихся архиепископом Густавом Тролле, и её противников во главе с регентом Швеции Стеном Стуре Младшим.
В 1517 году датский король Кристиан II вторгся в Швецию для помощи Густаву Тролле, осаждённому в своём замке в Стекете; но, потерпев поражение от войск Стена Стуре, король был вынужден вернуться в Данию. Вторая попытка в 1518 году также окончилась поражением. В начале 1520 года Кристиан II предпринял третью попытку вторжения в Швецию и на льду озера Осунден разгромил шведскую армию во главе со Стеном Стуре. Регент был смертельно ранен, а шведские войска отступили к Стокгольму.

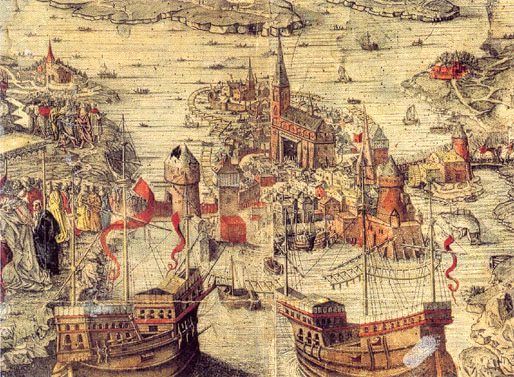
«Стокгольмская кровавая баня». Гравюра неизвестного художника, 1523—1560 гг.

Весной Кристиану II при поддержке возглавлявшего риксрод архиепископа Густава Тролле удалось добиться провозглашения себя шведским королём. В это же время датские наёмники осадили Стокгольм с моря и суши. 
Осада длилась пять месяцев, и Кристиан II смог вступить в шведскую столицу лишь после того, как подписал предложенные ему условия: сторонники Стуре прекращают сопротивление в обмен на полную амнистию, подтверждение личных и ленных владений семьи покойного Стуре и полное подчинение короля решениям риксрода.

## Кровавая баня
4 ноября дворяне, служители церкви, бюргеры и бонды собрались в Стокгольме на коронацию, после которой следовали трёхдневные торжества. Ещё до их окончания, 7 ноября Густав Тролле подал королю прошение, в котором потребовал возмещения ему ущерба, и назвал имена лиц, которые должны были быть наказаны как еретики.
На следующий день ворота дворца неожиданно оказались запертыми. Гостей оттеснили в престольный зал, где малоизвестный каноник из Уппсалы заявил публичную жалобу по поводу обиды, нанесённой Густаву Тролле покойным Стеном Стуре. Находившиеся в зале преданные Тролле церковники изобразили церковный суд и объявили действия бывшего регента и его сторонников еретическими.
Казни осуждённых проходили 8, 9 и 10 ноября. В первый день на площади Стурторьет были обезглавлены епископы Скары и Стренгнеса, на следующий — обезглавлены или повешены более 80 человек, главным образом горожане Стокгольма, сохранявшие верность семье Стуре. Среди казнённых были семь членов риксрода — в их числе отец Густава Васы Эрик Васа, его свояк Иоаким Браге и Эрик Абрахамссон Лейонхувуд, — а также священнослужители, дворяне, стокгольмские бургомистры, четырнадцать советников и около пятидесяти зажиточных бюргеров. Останки Стена Стуре были вырыты из могилы и вместе с телами казнённых сожжены на Сёдермальме.

## Последствия
Результатом «Стокгольмской кровавой бани» стало восстание под предводительством будущего короля Густава Васа, которое привело к освобождению Швеции от датского господства.
В шведской историографии короля Кристиана II называют «Кристиан Тиран» (швед. Kristian Tyrann), поскольку именно он был главным организатором Стокгольмской кровавой бани. Однако при этом в Швеции распространено заблуждение, что датские историки называли Кристиана II не иначе как «Кристианом Добрым» (дат. Christian den Gode). Согласно датским историческим источникам, Кристиану II никогда не присваивалось какое-либо прозвище, а историк Микаэль Венге (дат. Mikael Venge), автор статьи о Кристиане II в Датском биографическом словаре, в 1979 году в интервью Гуннару Рихардсону сказал, что подобные заявления нередко делало Шведское радио и что в его адрес датчанам следовало бы выражать протесты за подобные дерзкие утверждения. Тем не менее, некоторые гиды в Стокгольме, работающие в Старом городе, на полном серьёзе убеждают туристов в том, что Кристиана II действительно называют в Дании «Кристианом Добрым».

## В культуре
- Фильм «Стокгольмская кровавая баня» (2023)[9]

## Комментарии
1. ↑  Написание по словарю: Лопатин В. В., Нечаева И. В., Чельцова Л. К. Прописная или строчная?: Орфографический словарь. — М.: Эксмо, 2009. — С. 424. — 512 с. — (Библиотека словарей ЭКСМО). — 3000 экз. — ISBN 978-5-699-20826-5.